# Sean Finn (Basketballspieler)
Sean Steven Finn (* 4. Januar 1982 in Hays, Kansas) ist ein US-amerikanischer Basketballspieler.

## Karriere
Der 2,12 m große und 111 kg schwere Center spielte in seiner Collegezeit für die Dayton Flyers in der NCAA. Anschließend spielte er für die Fayetteville Patriots, Roanoke Dazzle und Florida Flame in der NBA Development League. 2005 wechselte er nach Europa, wo er zunächst in Österreich bei den Oberwart Gunners spielte. Nach einem kurzen Engagement in der Türkei stand er seit 2007 in der Basketball-Bundesliga bei ratiopharm Ulm unter Vertrag. Seit 2013 spielt er für Trotamundos de Carabobo in Venezuela.